# Gerold Lehner

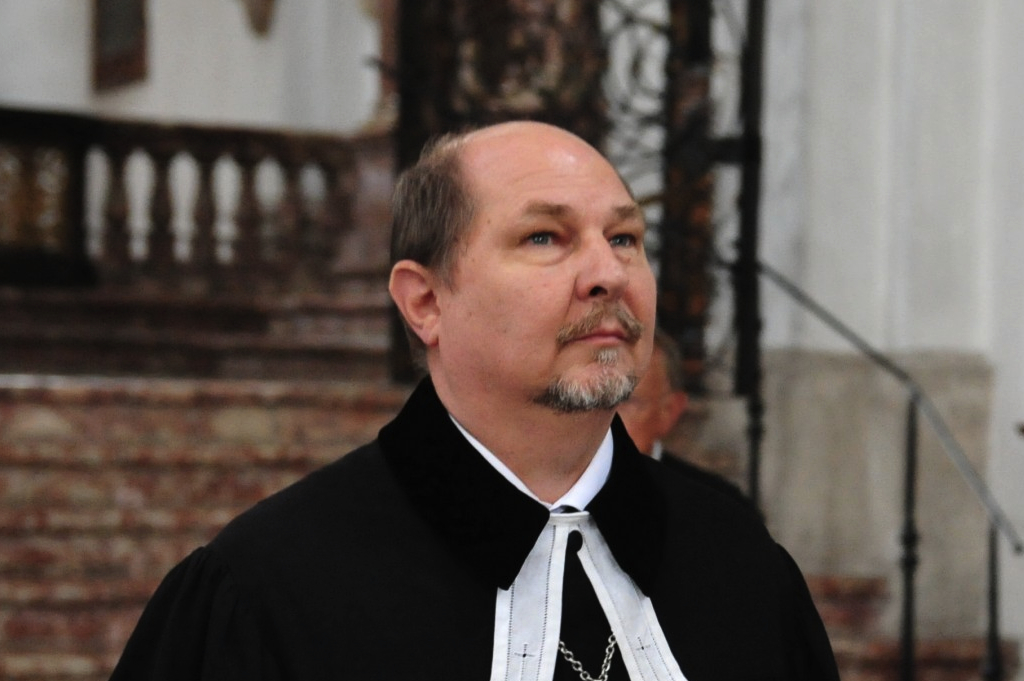
Gerold Lehner, 2016

Gerold Lehner (* 7. Juli 1962 in Wels) ist ein österreichischer evangelisch-lutherischer Theologe und Superintendent der Diözese Oberösterreich.

## Leben
Gerold Lehner verbrachte seine Kindheit in Pasching. Er maturierte in Linz. Vor dem Studium, von Oktober 1982 an, war er neun Monate Zivildienstleistender im Evangelischen Diakoniewerk Gallneukirchen bei Linz.
Er studierte Evangelische Theologie an der Freien Evangelisch-Theologischen Akademie Basel und der Universität Wien. 1989 schrieb er seine Diplomarbeit zur Frömmigkeit Vincent van Goghs.
Nach seinem Vikariat war Lehner zunächst als Pfarrer der Kirche zur Ehre Gottes in Purkersdorf tätig. 1997 wurde er Rektor des evangelischen Predigerseminars in Wien. In seiner Dissertation von 2003 untersuchte er Funktion und Herkunft der neutestamentlichen Allegorese in ihrem hermeneutischen und soziologischen Umfeld. Seit 2005 ist Gerold Lehner Superintendent der Evangelischen Superintendentur A. B. Oberösterreich. Sein Amtsvorgänger war Hansjörg Eichmeyer.